# Refranes hispanos

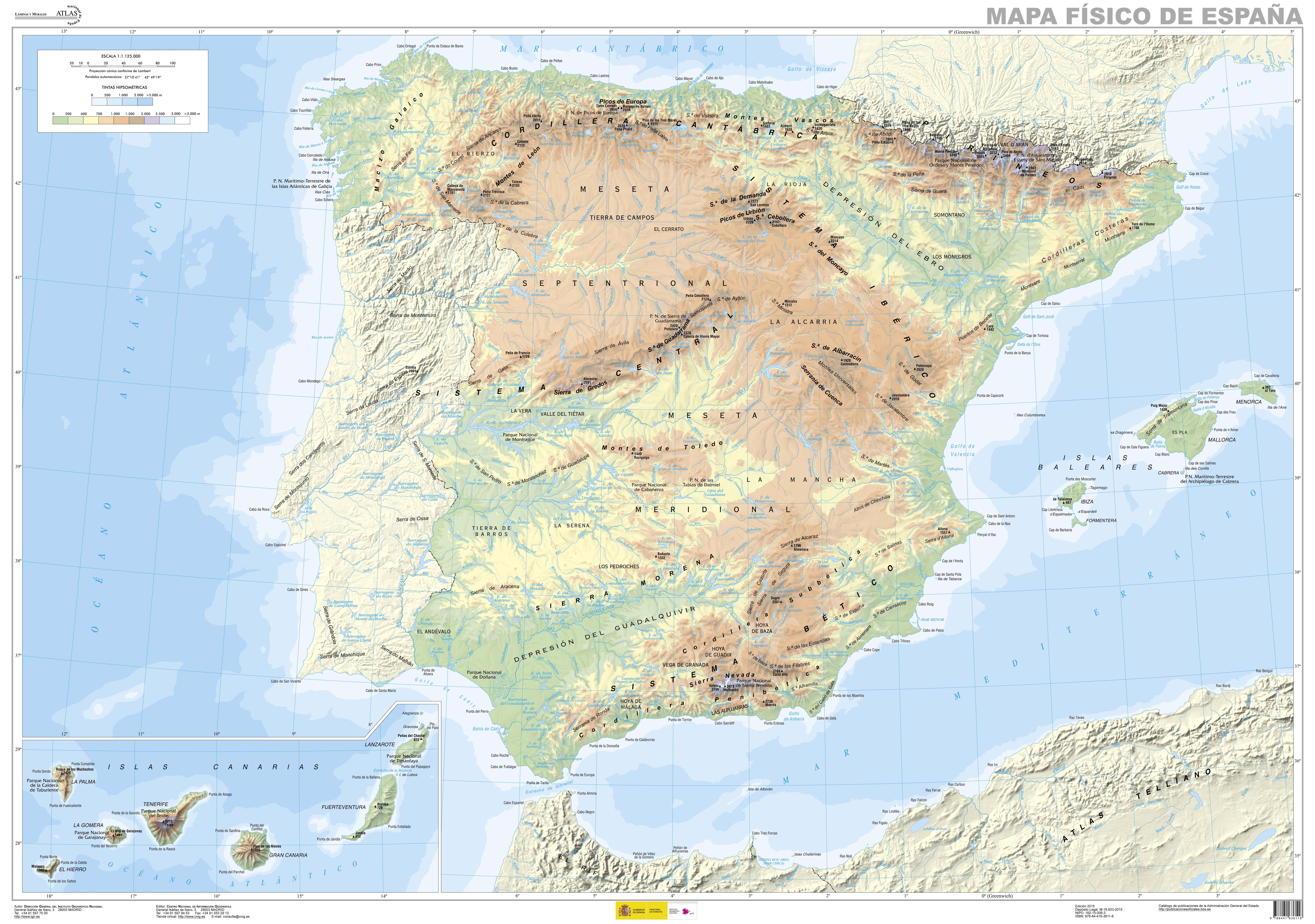

Los refranes son expresiones breves y concisas que transmiten enseñanzas, sabiduría popular y valores culturales a través de la tradición oral. En la lengua española, los refranes son una parte esencial del patrimonio lingüístico y cultural, reflejando la experiencia colectiva de generaciones pasadas. A menudo, se caracterizan por su estructura fija y rítmica, lo que facilita su memorización y transmisión.
Estos dichos suelen contener metáforas o imágenes que ilustran verdades universales, consejos prácticos o reflexiones sobre la vida cotidiana. Por su naturaleza, los refranes son utilizados en diversas situaciones comunicativas, desde conversaciones informales hasta discursos más elaborados y formales, y pueden variar significativamente entre las diferentes regiones hispanohablantes, adaptándose a contextos locales y culturales específicos.

### Importancia y valor cultural de los refranes
Los refranes han sido portadores de la sabiduría popular, transmitiendo lecciones de vida, valores y consejos a lo largo de generaciones. Estas expresiones idiomáticas reflejan la cosmovisión de cada comunidad y se han convertido en un legado invaluable que conecta el pasado con el presente. 

### Refranes en diferentes regiones hispanohablantes

#### España
En España, los refranes reflejan las particularidades geográficas, históricas y culturales de cada lugar. Desde el refranero de El Quijote hasta las expresiones populares utilizadas en la vida cotidiana, los refranes españoles son una representación de la lengua y la cultura del país. Las áreas donde se establece un mayor uso de estas expresiones son Andalucía, Extremadura, Castilla y león, Galicia, Madrid y Castilla-La Mancha.

#### América Latina
En América Latina, los refranes también juegan un papel importante en la comunicación y la cultura. Cada país tiene su propio conjunto de refranes que reflejan su historia, tradiciones y valores. Por ejemplo, en México, los refranes son utilizados para transmitir consejos y enseñanzas de manera sencilla y directa 

### Refranes históricos
Los refranes históricos son aquellos que han perdurado a lo largo del tiempo y que reflejan eventos, creencias y valores de épocas pasadas. Algunos ejemplos son:
• "Donde hubo fuego, cenizas quedan": Este refrán evoca la persistencia del amor y la memoria, incluso después de que una relación haya terminado. Se relaciona con la historia de parejas que, a pesar de la separación, mantienen un vínculo emocional duradero.
• "En martes, no te cases ni te embarques": Este refrán tiene sus raíces en la superstición medieval, que asociaba el martes con la mala suerte. La creencia popular atribuía al martes un carácter desafortunado para emprender nuevas aventuras, como un matrimonio o un viaje marítimo.
• "Más vale un toma que dos te daré": Este refrán del siglo XIII, encontrado en el Libro de los proverbios del Rey Alfonso X el Sabio, ilustra cómo las expresiones populares han sido integradas en la literatura para reflejar las preocupaciones y valores de la sociedad de la época .

### Influencia de los refranes en la literatura
Los refranes han ejercido una influencia significativa en la literatura hispana, enriqueciendo obras literarias y dotándolas de un toque poético y evocador. Desde la Edad Media, los refranes han sido utilizados en la poesía trovadoresca y en el teatro del siglo XVII, como en las obras de Lope de Vega y Calderón de la Barca). Escritores y poetas han incorporado estas expresiones idiomáticas para profundizar en la caracterización de los personajes y transmitir enseñanzas y valores sociales. Un ejemplo temprano es el refrán "Más vale un toma que dos te daré", encontrado en el Libro de los proverbios del Rey Alfonso X el Sabio. En la novela El Expreso del Sol, Rosario, la abuela de Corintia, utiliza los refranes como su brújula moral, representando la tradición de los refranes como una herencia cultural y una guía en momentos de incertidumbre.